# Пенкауе
Пенкауе (ісп. Pencahue) — селище в Чилі. Адміністративний центр однойменної комуни. Населення - 2037 осіб (2002). Селище і комуна входить до складу провінції Талька і регіону Мауле.
Територія — 956,8 км². Чисельність населення - 8245 мешканців (2017). Щільність населення — 8,62 чол./км².

## Розташування
Селище розташоване за 14 км на захід від адміністративного центру області міста [Талька (Чилі)|Талька].
Комуна межує:
- на північному сході - з комуною Саграда-Фамілія
- на сході - з комунами Сан-Рафаель, Талька
- на півдні - з комунами Сан-Хав'єр-де-Ланкомілья, Мауле
- на заході - з комуною Конститусьйон
- на північному заході - з комуною Курепто